# Marta Carro
Marta Carro Nolasco (Cádiz, Andalucía; 6 de enero de 1991) es una futbolista española. Juega como centrocampista y su equipo actual es el Valencia C. F. de la Primera División Femenina de España.

## Clubes
| Club               | País   | Año         |
| ------------------ | ------ | ----------- |
| Atlético de Madrid | España | 2009 - 2016 |
| AGSM Verona        | Italia | 2016-2017   |
| Madrid C. F. F.    | España | 2017        |
| Valencia C. F.     | España | 2017-2024   |

## Palmarés

### Campeonatos nacionales
| Título           | Club               | País   | Año  |
| ---------------- | ------------------ | ------ | ---- |
| Copa de la Reina | Atlético de Madrid | España | 2016 |